# Open Sans
Open Sans es una tipografía sans-serif humanista diseñada por Steve Matteson, encargada por Google y lanzada en 2011. Está basada en la fuente Droid Sans, diseñada para dispositivos Android, pero es un poco más ancho. 
Con amplias aberturas en muchas letras y una gran altura x (mayor tamaño de las letras minúsculas), la tipografía es muy legible en pantallas y en tamaños pequeños. Pertenece al género humanista de las tipografías palo seco o sans-serif, con cursivas verdaderas. En julio de 2018, es la segunda fuente más popular en Google Fonts, con más de cuatro mil millones de visitas por día en más de 20 millones de sitios web.

## Usos
La tipografía Open Sans es muy popular en el tipo de diseño web de diseño plano.
Open Sans se utiliza en algunas páginas web de Google, así como en sus anuncios web e impresos. Open Sans también se utiliza como la tipografía predeterminada de los sitios web de Mozilla hasta 2019 y también en la aplicación de mensajería multiplataforma Telegram. Open Sans es la fuente oficial de los partidos políticos Laborista, Cooperativo y Demócrata Liberal del Reino Unido. [cita requerida] Chase Bank usa la fuente Open Sans como su fuente principal para sus materiales impresos, sucursales, anuncios televisivos, sitios web y en aplicaciones para dispositivos móviles. 
Open Sans también es usado en WordPress 3.8, lanzado el 12 de diciembre de 2013.

## Desarrollo
Según la descripción de Google, Open Sans fue desarrollado con un "esfuerzo vertical, con unas formas abiertas y una apariencia neutral pero amigable" y está "optimizado para una mejor legibilidad en entornos impresos, web y móviles".  Su diseño es similar al de la fuente Droid Sans, que ha sido creada como la primera fuente tipográfica de la interfaz de usuario de los teléfonos inteligentes Android, pero con caracteres más anchos y la adición de cursivas. Al explicar por el nombre diferente, Matteson ha dicho que "Droid fue intencionalmente estrecho (narrow) para los dispositivos móviles, pero no incluía "narrow" en el nombre de la tipografía. Open Sans no está realmente 'extendido', por lo que tampoco era una opción. Un nuevo nombre es la dirección que ellos eligieron".

## SoporteUnicode
El listado de caracteres contiene 897 glifos, que cubren los alfabetos latino, griego y cirílico, con una amplia variedad de signos diacríticos . 
En enero de 2014, el diseñador tipográfico israelí Yanek Iontef lanzó una extensión de la fuente Open Sans que cubre el alfabeto hebreo con soporte para Niqqud (pero no las marcas de cantilación). La extensión de la fuente se volvió muy popular y ha sido utilizada por instituciones como la Universidad de Tel Aviv en su proceso de rebranding en 2016, y en el sitio web de Haaretz.

## Derivados
Open Sans tiene cinco pesos: 300 Light (ligero), 400 Normal, Semi-Bold 600 (seminegrita), Bold 700 (negrita) y Extra Bold 800 (extranegrita), cada uno de ellos con una versión en cursiva, que en total son diez versiones. Tiene una serie de alternativas estilísticas, como una 'I' mayúscula con serifa (para situaciones en las que este carácter podría confundirse con el número '1' o con la 'l' minúscula) y una opción seleccionable para cambiar la forma de la g' minúscula. Los números se pueden configurar como números tabulares o proporcionales o como figuras de texto proporcionales.

### Open Sans Condensed
Open Sans Condensed tiene tres estilos: ligero, negrita y ligera cursiva.

### Open Serif
Matteson diseñó una tipografía de serifas slab basada en Open Sans, la familia tipográfica Open Serif. Esta familia tipográfica, que no es de código abierto, es vendida en varios sitios web de ventas de fuentes.